# Mikki Kendall
Mikki Kendall (Chicago, 23 de octubre de 1976) es una escritora, activista y crítica cultural estadounidense. Su trabajo se centra en la actualidad, la representación mediática, la política alimentaria y la historia del movimiento feminista desde el punto de vista de la interseccionalidad. Penguin Random House publicó su novela gráfica Amazons, Abolitionists, and Activists en 2019, mientras que su libro de no ficción política Hood Feminism fue publicado a principios de 2020 y, en España, en 2022 con el título Feminismo de barrio. Lo que olvida el feminismo blanco.

## Trayectoria
Kendall nació en Chicago, Illinois el 23 de octubre de 1976 y se crio en el barrio de Hyde Park de Chicago. Se graduó en 2005 en la Universidad de Illinois en Urbana Champaign⁣⁣. También tiene un máster en escritura y edición por la Universidad DePaul.
Veterana del ejército de Estados Unidos, Kendall trabajó al servicio del gobierno hasta el 2013, cuando dejó el Departamento de Asuntos de Veteranos  para continuar su carrera de escritora a tiempo completo.
Kendall es actualmente ensayista y crítica cultural. Ha escrito para The Guardian, The Boston Globe, NBC News, The Washington Post, Bustle,  Essence  y Eater. Ha aparecido como comentarista cultural en la NPR,  En el Jazeera English, y la BBC⁣⁣. También ha trabajado como guionista para DC Comics.
Es una reconocida miembro del Black Twitter y también creadora del hashtag viral de Twitter #SolidarityIsForWhiteWomen que critica el racismo en el movimiento feminista, así como de #FastTailedGirls, una referencia a la hipersexualización de las chicas negras, y #FoodGentrification, sobre la marginación de alimentos tradicionales por intereses comerciales.
Kendall editó la antología de ciencia ficción Hidden Youth para Crossed Genres Press en 2016. Publicó una novela gráfica, Amazons, Abolitionists, and Activists: A Graphic History of Women's Fight for Their Rights, en noviembre de 2019 con Ten Speed Press, y su libro de no ficción política Hood Feminism: Notes From the Women That a Movement Forgot fue publicado en febrero de 2020 por Viking Books. Este último libro critica al movimiento feminista por ser en gran medida “territorio de personas privilegiadas” e ignorar los problemas que afectan de manera desproporcionada a las comunidades racializadas, como la pobreza, la vivienda, la atención médica y el racismo.

## Reconocimientos
En 2017 recibió el Premio al mejor ensayo sobre comida otorgado por la Association of Food Journalists (Asociación de Periodistas de Alimentación, ya extinta) por Hot Sauce in Her Bag: Southern Black identity, Beyoncé, Jim Crow, and the pleasure of well-seasoned food (Salsa picante en su bolso: identidad negra sureña, Beyoncé, las leyes Jim Crow y el placer de la comida bien condimentada).

## Obra

### Libros
- Hidden Youth: Speculative Fiction from the Margins of History. Crossed Genres Publications, 2016 (editora junto con Chesya Burke ).
- Amazons, Abolitionists, and Activists: En Graphic History of Women's Fight for Their Rights . Ten Speed Press, 2019 (ilustrado por A. D'Amico).
- Hood Feminism: Notas From the Women That en Movement Forgot. ISBN 9788412457872.[2][21][22]

### Artículos (selección)
- « When Black Girls Hear That "Our Bodies Are All Wrong" ».[23]
- « Feminism Claims to Represent All Women. Sonido Why Does It Ignore Sonido Many of Them ? ».[24]
- « The Neoliberal Misunderstanding of Black Education ».[5]